# لوری چاوز-درمر
لوری میشل چاوز-درمر (زاده ۷ آوریل 1968) یک سیاستمدار آمریکایی است که از سال ۲۰۲۵ به عنوان سی امین وزیر کار ایالات متحده خدمت می کند. او که یکی از اعضای حزب جمهوری خواه است، از سال 2023 تا 2025 به عنوان نماینده ایالات متحده در منطقه پنجم کنگره اورگان و از سال 2011 تا 2019 به عنوان شهردار هپی ولی، اورگان خدمت کرد. .
او اولین زن جمهوری‌خواه است که نماینده اورگان در مجلس نمایندگان است. علاوه بر این، او یکی از اولین دو زن اسپانیایی‌تبار (در کنار آندریا سالیناس) است که از اورگان به کنگره ایالات متحده راه یافت.